# Sindrome di Mowat-Wilson
La  Sindrome di Mowat-Wilson è una malattia genetica rara, identificata clinicamente dal Dott. D. R. Mowat e dal Dott. M. J. Wilson nel 1998.

## Presentazione

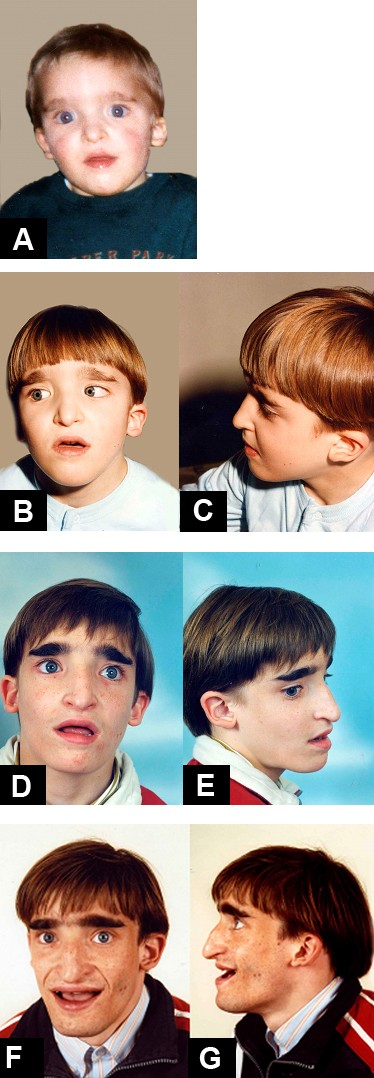
Mowat-Wilson Syndrome, aspetto clinico del paziente 1 all'età di: (A) 1 anno e 6 mesi; (B-C) 5 anni; (D-E) 13 anni e 8 mesi; (F-G) 18 anni.

La sindrome di Mowat-Wilson è una malattia autosomica dominante caratterizzata da varie manifestazioni patologiche come malattia di Hirschsprung, ritardo mentale, epilessia, ritardo dello sviluppo motorio, malattie cardiache congenite, anomalie genito-urinarie e assenza o ipogenesia del corpo calloso. Tuttavia, la malattia di Hirschsprung non è sempre presente con la sindrome di Mowat-Wilson. Tratti fisici distintivi includono microcefalia, micrognazia, orecchie a coppa con lobi ricurvi verso l'alto, occhi infossati e distanti tra loro (ipertelorismo), filtro labiale accorciato con bocca sempre aperta e ponte nasale allargato.

## Diagnosi
La diagnosi è genetica. La sindrome di Mowat-Wilson è causata da una mutazione o da una delezione del gene ZEB2 (conosciuto anche come ZFHX1B o SMADIP1) sul cromosoma 2q22.

## Terapia
La terapia è sintomatica e di supporto. Tutti i bambini con la sindrome di Mowat-Wilson necessitano di interventi logoterapeutici e abilitativi motori.